# Oddział Delta 2
Oddział Delta 2, inna nazwa Oddział Delta 2: Kolumbijski łącznik (ang. Delta Force 2: The Colombian Connection) – amerykański film akcji z 1990 roku z Chuckiem Norrisem w roli głównej. Jest on kontynuacją wydanej w 1986 roku części pierwszej.

## Obsada
- Chuck Norris jako pułkownik Scott McCoy
- Billy Drago jako Ramon Cota
- John P. Ryan jako generał Taylor
- Richard Jaeckel jako agent John Page
- Paul Perri jako major Bobby Chavez
- Begoña Plaza jako Quiquina Esquintla
- Héctor Mercado jako Miguel
- Mark Margolis jako generał Olmedo
- Mike Reynolds jako sędzia

## Fabuła
Kolumbijski baron narkotykowy Ramon Cota żelazną pięścią kontroluje przemyt kokainy do Ameryki Północnej. Agenci antynarkotykowej agencji DEA pod przykrywką dostają się na przyjęcie, na którym jest obecny baron, jednak wpadają w zasadzkę zastawioną przez jego ludzi.
W tej sytuacji DEA uzyskuje wsparcie oddziału Delta Force, którym dowodzi pułkownik Scott McCoy. Razem z majorem Bobbym Chavezem zatrzymują Cotę w drodze do Genewy, gdzie zamierzał zdeponować pieniądze z handlu narkotykami. Doprowadzają go przed sąd, ale ich wysiłki idą na marne, gdyż Cota zostaje zwolniony za kaucją.
Wściekły Chavez rzuca się na niego w sądzie, za co Cota wydaje wyrok śmierci na jego ciężarną żonę oraz trzynastoletniego brata. Chcący się zemścić Chavez zostaje jednak schwytany przez ludzi barona i zabity, zaś trzej agenci DEA zostają wzięci na zakładników.
McCoy wraz z oddziałem Delta Force wyrusza więc do San Carlos, rodzinnego kraju barona, żeby odbić zakładników. Kiedy jego ludzie niszczą sprzęt do produkcji kokainy, pułkownik uwalnia porwanych, ale sam zostaje złapany i zamknięty w pomieszczeniu, które ma się wypełnić toksycznym gazem. Kiedy jest już bliski śmierci, w bojowym śmigłowcu przylatuje generał Taylor, który niszczy dom barona i uwalnia McCoya.
Pułkownik rusza za Cotą w długi pościg, do którego dołączają jeszcze generał Taylor i siły Delta. Ostatecznie McCoy dopada barona i zabija go przecinając sznur, na którym wisiał pod helikopterem.
Generał Taylor wielokrotnie wyraża zwrot always the hard way.

## Produkcja
Choć akcja filmu rozgrywa się w Ameryce Południowej, w fikcyjnym kraju San Carlos i na wiejskich terenach Kolumbii, to większość zdjęć zrealizowano w Tagaytay na Filipinach. To wyjaśnia dlaczego w niektórych scenach widać wulkan Taal.
16 maja 1989 r. podczas kręcenia zdjęć doszło do katastrofy helikoptera, w której zginęło czterech członków ekipy oraz pilot. Film został poświęcony ich pamięci.

## Przyjęcie
Film w pierwszym tygodniu wyświetlania zarobił 1,85 miliona dolarów i zajął pod tym względem szóste miejsce w rankingu. Jego łączny dochód, tylko w USA wyniósł 6 698 361 dolarów.
Krytycy wystawili mu w większości słabe recenzje, krytykując film za kiepski scenariusz, nierówną grę aktorską, powielanie stereotypów oraz wykorzystywanie podobnych wątków fabularnych, które pojawiły się w filmie Zaginiony w akcji. Zarzucono mu również zbyt mało wspólnych cech z poprzednią częścią.